# ガルズモンズ
ガルズモンズは、ポノスより2015年9月25日にAndroid、同年10月7日にiOSにて配信されたゲームアプリ。基本プレイ無料であるが、アイテム課金が存在する。
なお、このゲームは2017年1月19日を以てサービス終了している。